# Литвиненко Олег Іванович
Олег Іванович Литвиненко (нар. 13 березня 1973, Харків) — український борець греко-римського стилю, бронзовий призер чемпіонату Європи. Майстер спорту України міжнародного класу з греко-римської боротьби (1998).

## Життєпис
Боротьбою почав займатися з 1985 року. Багаторазовий чемпіон України. До 2003 року виступав за спортивне товариство «Динамо» (Харків) і Збройні сили України у ваговій категорії 63 кг. Тренери — Олег Бєлих, А. Пилипенко.
У 1995 році закінчив Харківський інститут фізичної культури (нині Харківська державна академія фізичної культури). Після закінчення спортивної кар'єри зайнявся підприємницькою діяльністю.

## Спортивні результати на міжнародних змаганнях

### Виступи на Чемпіонатах світу
| Змагання                        | Збірна  | Вагова категорія                 | Місце |
| ------------------------------- | ------- | -------------------------------- | ----- |
| Чемпіонат світу з боротьби 1998 | Україна | греко-римська боротьба, до 63 кг | 26    |

### Виступи на Чемпіонатах Європи
| Змагання                         | Збірна  | Вагова категорія                 | Місце  |
| -------------------------------- | ------- | -------------------------------- | ------ |
| Чемпіонат Європи з боротьби 1995 | Україна | греко-римська боротьба, до 62 кг | 11     |
| Чемпіонат Європи з боротьби 1998 | Україна | греко-римська боротьба, до 63 кг | Бронза |
| Чемпіонат Європи з боротьби 1999 | Україна | греко-римська боротьба, до 63 кг | 6      |